# Línea B (Metro de Toulouse)
La línea B del Metro de Toulouse es una línea que une la estación de Borderouge con la de Ramonville. En términos geográficos une el norte de Toulouse al sur, rodeando el centro histórico mediante una vairante ferroviaria entre las estaciones de Compans—Caffarelli y Carmes.

## Historia
La línea B fue inaugurada el 30 de junio de 2007, entre las estaciones de Borderouge y Ramonville.

## Recorrido
La línea comienza en la Place Carré de la Maourine, en Toulouse. La estación Borderouge se encuentra en las inmediaciones. En las inmediaciones hay un aparcamiento disuasorio. La línea toma dirección sur y entra al barrio de Izards, donde se encuentra la estación Trois Cocus. Después, atraviesa la línea Burdeos-Sète y llega a La Vache. La siguiente estación es Barrière-de-Paris, en el barrio homónimo, y continúa por el barrio Minimes, donde están las estaciones de Minimes y Canal du Midi.  
Pasada esta estación, entra en la variante del centro de Toulouse, donde para en Compans—Caffarelli y Jeanne d'Arc. A continuación, cruza por encima de las vías de la línea  y llega a la estación Jean Jaurès, donde conecta con dicha línea. 
Siguiendo la variante, están las estaciones François Verdier y Carmes. Después, vuelve a tomar dirección sur para cruzar por debajo de las vías del Tranvía de Toulouse y llegar a la estación Palais de Justice. Allí conecta con las líneas  y  del tranvía y sigue hacia la estación Saint-Michel.  
Después de pasar la estación Empalot, en el barrio también del mismo nombre, atraviesa la estación Niel, la única fantasma de toda la red. Entonces llega a las inmediaciones de la estación de Saint-Agne, donde conecta con las líneas  y .  
Siguiendo hacia el sur, la línea llega a la zona de las universidades "sud toulousain" (sur tolosano), donde se encuentran las estaciones Faculté de Pharmacie y Paul Sabatier. Finalmente, abandona la ciudad de Toulouse y llega a la estación Ramonville, en el término municipal de Ramonville-Saint-Agne.  

### Correspondencias
- en Jean Jaurès
- en Saint-Agne—SNCF
- en Palais de Justice
- en Palais de Justice
- L1  en Jean Jaurès, François Verdier, Jeanne d'Arc y Compans—Caffarelli
- L4  en Carmes, Palais de Justice y Saint-Michel
- L6  en Ramonville
- L7  en François Verdier
- L8  en Jean Jaurès y François Verdier
- L9  en Jean Jaurès, Jeanne d'Arc, François Verdier y Empalot

## Estaciones
|  |  |   |  |  | Estación                   | Estación                  | Municipio  | Correspondencia                  |  |
|  |  | - |  |  | -------------------------- | ------------------------- | ---------- | -------------------------------- |  |
|  |  | ■ |  |  | Borderouge                 | Bòrdaroja                 | Toulouse   | 19 26 33 36 40 41 42 73 114      |  |
|  |  | ■ |  |  | Trois Cocus                | Tres Cocuts               | Toulouse   | 41 61                            |  |
|  |  | ■ |  |  | La Vache                   | La Vaca                   | Toulouse   | 59 60 69 105                     |  |
|  |  | ■ |  |  | Barrière de Paris          | Barrièra de Paris         | Toulouse   | 15 29 41 110                     |  |
|  |  | ■ |  |  | Minimes—Claude Nougaro     | Minimes—Claudi Nougaròu   | Toulouse   | 29                               |  |
|  |  | ■ |  |  | Canal du Midi              | Canal del Miègjorn        | Toulouse   | 15 70 ✝️                         |  |
|  |  | ■ |  |  | Compans—Caffarelli         | Compans—Caffarelli        | Toulouse   | L1 31 45 63 🌙                   |  |
|  |  | ■ |  |  | Jeanne d'Arc               | Joana d'Arc               | Toulouse   | L1 L8 15 23 29 39 45 70 ✝️ 🌙 🏰 |  |
|  |  | ■ |  |  | Jean Jaurès                | Joan Jaurès               | Toulouse   | L1 L8 L9 14 29 🌙 🏰             |  |
|  |  | ■ |  |  | François Verdier           | Francès Verdier           | Toulouse   | L1 L7 L8 L9 14 29 44             |  |
|  |  | ■ |  |  | Carmes                     | Carmes                    | Toulouse   | L4 🌙 🏰                         |  |
|  |  | ■ |  |  | Palais de Justice          | Palais de Justicia        | Toulouse   | L4 31 🌙                         |  |
|  |  | ■ |  |  | Saint Michel—Marcel Langer | Sant Miquèl—Marcel Langer | Toulouse   | L4 🌙                            |  |
|  |  | ■ |  |  | Empalot                    | En Palòt                  | Toulouse   | L9 11 52 54                      |  |
|  |  | ■ |  |  | Saint-Agne—SNCF            | Sent Anha—SNCF            | Toulouse   | 34 115 🌙                        |  |
|  |  | ■ |  |  | Saouzelong                 | Sauselong                 | Toulouse   | 44                               |  |
|  |  | ■ |  |  | Rangueil                   | Ranguèlh                  | Toulouse   | 23 80                            |  |
|  |  | ■ |  |  | Faculé de Pharmacie        | Facultat de Farmacia      | Toulouse   | 44 78 🌙                         |  |
|  |  | ■ |  |  | Université Paul Sabatier   | Universitat Paul Sabatièr | Toulouse   | 34 44 54 56 78 81 82 115 🌙      |  |
|  |  | ■ |  |  | Ramonville                 | Ramonvila                 | Ramonville | L6 27 37 79 111 112              |  |

## Explotación de la línea

### Tiempo
La línea tarda exactamente 26 minutos y 30 segundos en recorrer la línea de extremo a extremo.

### Frecuentación
El número de pasajeros anuales no ha dejado de aumentar desde su apertura.
| Estación                 | 2017       |
| ------------------------ | ---------- |
| Borderouge               | 2 652 963  |
| Trois Cocus              | 1 571 438  |
| La Vache                 | 2 042 177  |
| Barrière de Paris        | 1 844 465  |
| Minimes                  | 1 378 174  |
| Canal du Midi            | 1 829 072  |
| Compans—Caffarelli       | 4 286 572  |
| Jeanne d'Arc             | 3 845 936  |
| Jean Jaurès              | 10 948 212 |
| François Verdier         | 3 209 453  |
| Carmes                   | 2 443 926  |
| Palais de Justice        | 3 400 765  |
| Saint-Michel             | 2 283 883  |
| Empalot                  | 1 778 227  |
| Saint-Agne—SNCF          | 1 547 492  |
| Saouzelong               | 965 789    |
| Rangueil                 | 1 275 018  |
| Faculté de Pharmacie     | 1 845 749  |
| Université Paul Sabatier | 2 117 007  |
| Ramonville               | 2 616 040  |
| TOTAL                    | 54 500 000 |

### Aparcamientos disuasorios
A lo largo de la línea, hay 3 aparcamientos disuasorios con los que se puede acceder con el billete del metro:
- Borderouge (1130 plazas)
- La Vache (440 plazas)
- Ramonville (1050 plazas)

## Futuro

### Duplicación de la capacidad de la línea
Después de la ampliación de capacidad de la línea , Tisséo quiere ampliar también de dos a cuatro coches las estaciones de esta línea. Esto se hará después de la apertura de la tercera línea de metro, es decir, después de 2025. El grueso de las obras será menos pesado que el de la primera línea porque la mayoría de las estaciones están ya acondicionadas.

### Toulouse Aérospace Express
Con la creación de la tercera línea de metro, las estaciones La Vache y François Verdier se convertirán en las conexiónes entre ambas líneas.

### Extensión aINPT
Dentro del proyecto Toulouse Aérospace Express, está prevista la construcción de dos estaciones más al sur de Ramonville para conectar la línea al sur con el nuevo metro.
|  |  |   |  |  | Estación                    | Estación                     | Municipio  | Correspondencia     |  |
|  |  | - |  |  | --------------------------- | ---------------------------- | ---------- | ------------------- |  |
|  |  | ⇑ |  |  |                             |                              |            |                     |  |
|  |  | ■ |  |  | Ramonville                  | Ramonvila                    | Ramonville | L6 27 37 79 111 112 |  |
|  |  | ■ |  |  | Parc Technologique du Canal | Pargue Tecnològico del Canal | Ramonville | 111                 |  |
|  |  | ■ |  |  | INPT                        | INPT                         | Labège     |                     |  |

### Extensión aTournefeuille
En varias ocasiones, tanto los vecinos como la asociación AUTATE han pedido que se prolongue la línea hasta el centro de Tournefeuille. Sin embargo, no existen planes concretos acerca de esta ampliación.